# Monument funéraire

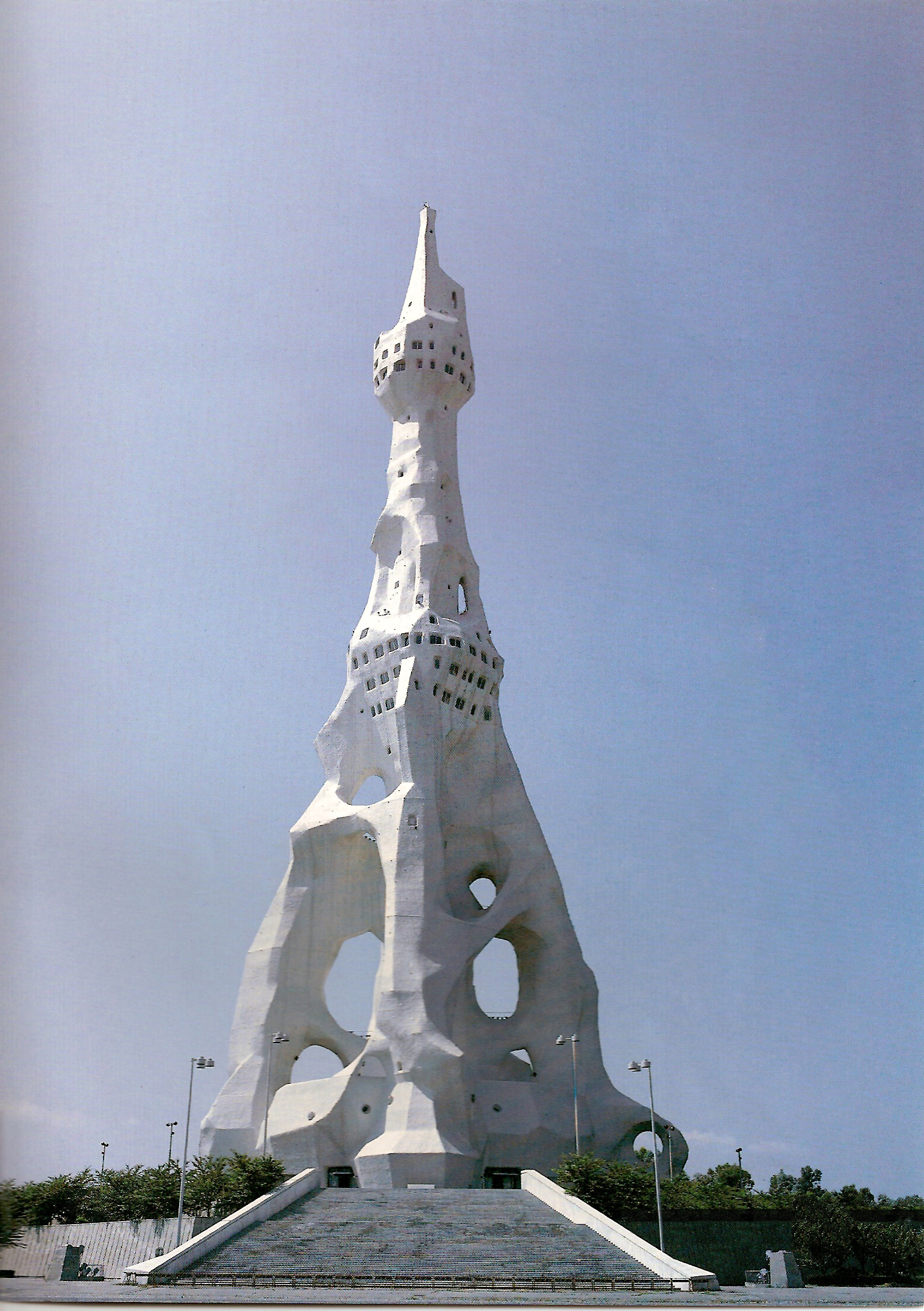
Cénotaphe de Dai Heiwa Kinen Tō au Japon

Un monument funéraire est un monument dédié à la commémoration des morts. Selon sa taille et s'il accueille ou non un espace interne, il peut être considéré comme un bâtiment funéraire. Les plus ostentatoires sont appelés des mausolées (par exemple celui d'Halicarnasse, l'une des Sept Merveilles du monde).
Il peut s'agir d'une tombe (ou sépulture) si le monument contient la présence d'une dépouille, qui peut être complète dans le cas d'une inhumation ou partielle dans le cas d'une momification et d'une crémation.
Les monuments qui contiennent plusieurs tombes sont appelés des panthéons, tandis que l'appellation  de « tombe collective » (ou d'« enterrement collectif ») est plutôt réservée à un autre type de sépulture, non monumentale ou issue d'un autre contexte historico-culturel, comme les mégalithes (notamment les menhirs, les dolmens, les tombes à couloir, les cromlechs, les talayots ou encore les navetas).
Cela peut être un cénotaphe si le monument ne contient pas de cadavre. S'il ne s'agit que d'un lieu de mémoire, sans référence sépulcrale, il est généralement appelé un mémorial (ou monument commémoratif). La tradition de monument du Soldat inconnu (es) est très courante et comprend parfois des restes humains (en) (la tombe du Soldat inconnu en est un exemple).
Il existe un type spécifique de monument qui ne contient que des restes minimes d'un ou de plusieurs cadavres : les reliquaires, qui contiennent des reliques. Les reliquaires sont généralement des œuvres d'art mobilier, mais il en existe également de plus grandes, souvent intégrées dans la décoration des églises.
Enfin, il existe des monuments funéraires personnalisés, conçus et quelquefois réalisés par la personne enterrée dans le caveau. L'exemple le plus connu étant celui du Facteur Cheval à Hauterives, celui-ci étant classé au titre des monuments historiques..

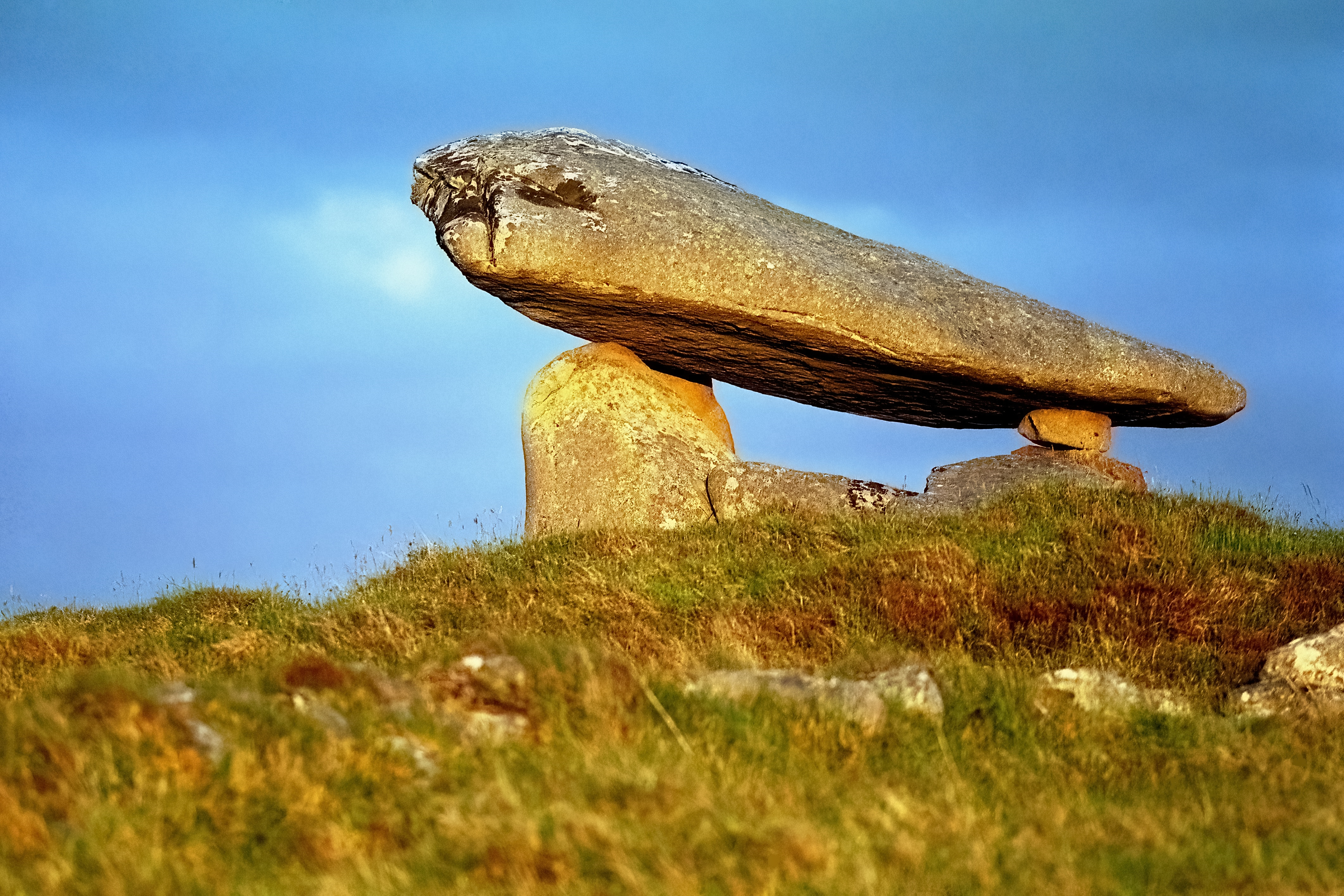
Dolmen de Kilclooney (Irlande)
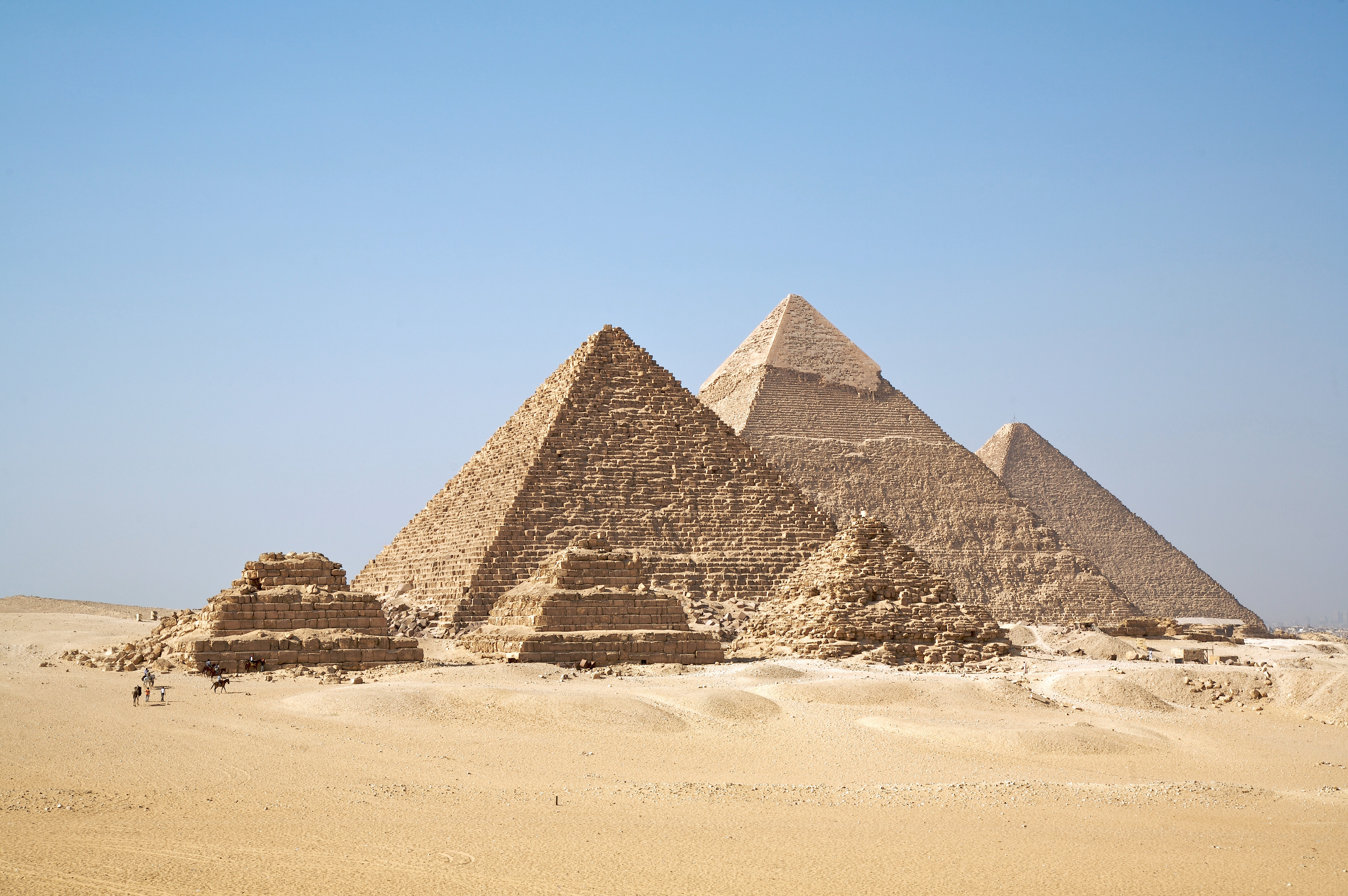
Pyramides de Gizeh (Égypte)
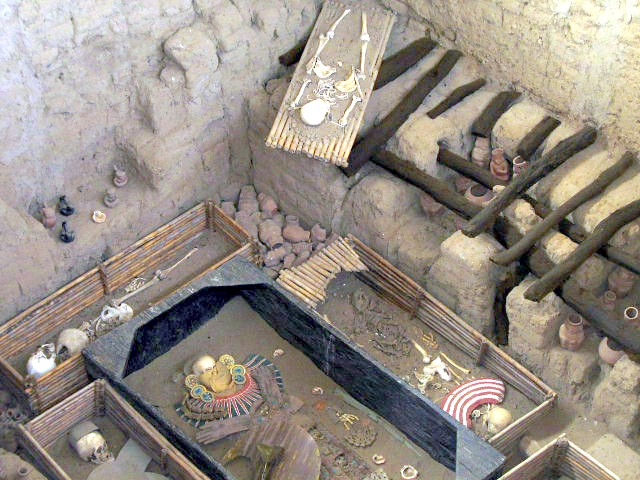
Huaca Rajada (Pérou)
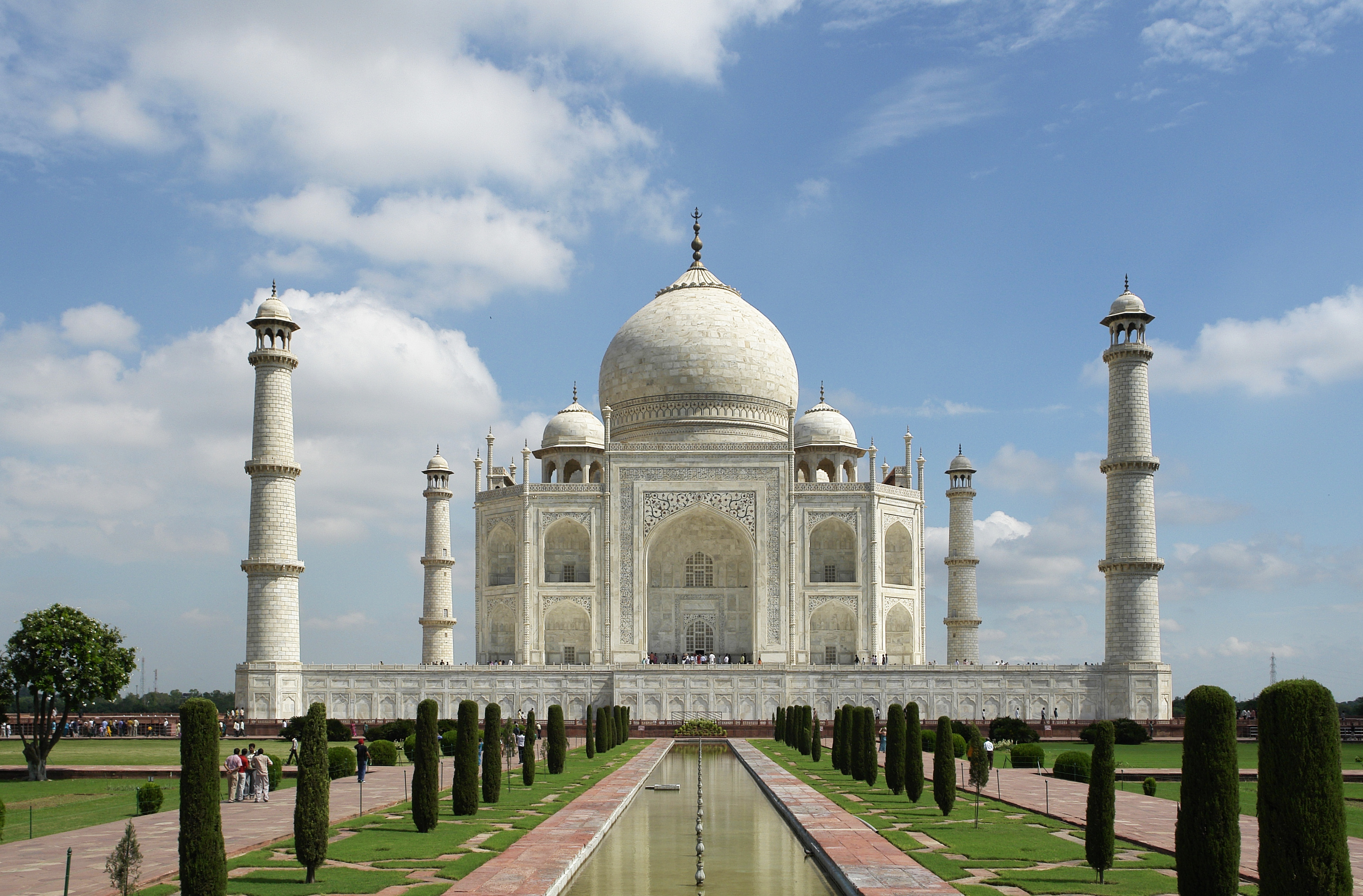
Taj Mahal (Inde)
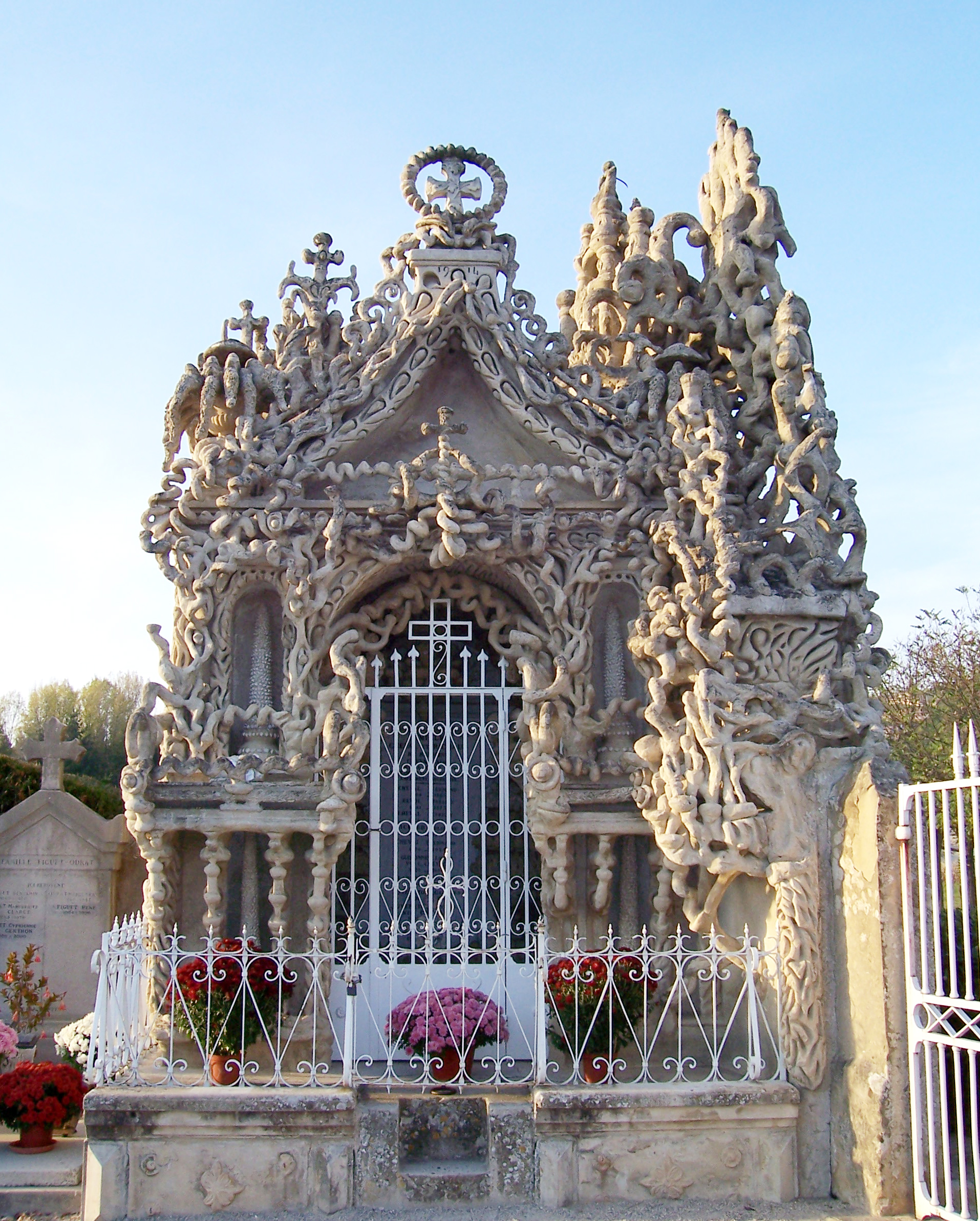
Tombeau du silence et du repos sans fin (France)